# Liste des monuments à la Seconde Guerre mondiale en Serbie
Cet article recense les monuments à la Seconde Guerre mondiale en Serbie.

## Liste
| Monument                                                                                              | Lieu                          | Artiste                                                       | Date      | Coordonnées                       | Photo |
| --- | ----------------------------- | ------------------------------------------------------------- | --------- | --------------------------------- | ----- |
| Monument aux soldats tombés au combat                                                                 | Arilje                        | M. Vergović                                                   | 1961      |                                   |       |
| Monument aux soldats tombés au combat                                                                 | Bajina Bašta                  | Stevan Bodnarov                                               | 1952      |                                   |       |
| Monument aux soldats tombés au combat et aux victimes du fascisme                                     | Banatsko Karađorđevo          |                                                               |           |                                   |       |
| Complexe mémoriel de Bela Crkva                                                                       | Bela Crkva                    | Stevan Bodnarov et Bogdan Bogdanović                          | 1951-1971 |                                   |       |
| Cimetière des libérateurs de Belgrade (1944)                                                          | Belgrade                      | Branko Bon (architecte) et Radeta Stanković (sculpteur)       | 1954      |                                   |       |
| Kurir                                                                                                 | Belgrade                      | Stevan Bodnarov                                               |           |                                   |       |
| Monument au détachement des Partisans de Kosmaj                                                       | Belgrade-mont Kosmaj          | Vojin Stojić (sculpteur) et Gradimir Stojaković (architecte)  | 1971      |                                   |       |
| Ranjeni kurir                                                                                         | Belgrade                      | Frano Kršinić                                                 |           |                                   |       |
| Tombeau des Héros nationaux de Kalemegdan                                                             | Belgrade                      | Stevan Bodnarov et Slavoljub Stanković                        | 1948–1959 | 44° 49′ 19″ nord, 20° 26′ 56″ est |       |
| Tombes des Héros de la Nation                                                                         | Belgrade                      |                                                               |           |                                   |       |
| Le Transport des blessés                                                                              | Belgrade                      | Antun Augustinčić                                             |           |                                   |       |
| Monument aux soldats tombés au combat                                                                 | Beočin                        |                                                               |           |                                   |       |
| Monument aux Patriotes pendus                                                                         | Belgrade                      | Nikola Janković                                               | 1981      |                                   |       |
| Monument aux soldats tombés au combat                                                                 | Bosut                         |                                                               |           |                                   |       |
| Monument aux soldats tombés au combat                                                                 | Brus                          |                                                               |           |                                   |       |
| Cimetière mémoriel des soldats tombés au combat et des victimes du fascisme                           | Čačak                         |                                                               |           |                                   |       |
| Monument aux soldats tombés au combat                                                                 | Crni Kao                      |                                                               |           |                                   |       |
| Monument aux soldats tombés au combat                                                                 | Deli Jovan                    |                                                               |           |                                   |       |
| Monument à la Révolution                                                                              | Deliblato                     |                                                               | 1965      |                                   |       |
| Monument aux soldats tombés au combat                                                                 | Futog                         |                                                               |           |                                   |       |
| Monument à la Lutte et à la Souffrance                                                                | Gornji Milanovac              | Ratomir Stojadinović                                          | 1959      |                                   |       |
| Parc commémoratif de la colline de la paix                                                            | Gornji Milanovac              |                                                               | 1956-1973 | Plusieurs créateurs               |       |
| Monument à la Liberté                                                                                 | Mont Iriški venac             | Sreten Stojanović                                             | 1961      |                                   |       |
| Monument à la Révolution                                                                              | Ivanjica                      | Đorđe Andrejević Kun                                          | 1957      |                                   |       |
| Mémorial de Boško Buha                                                                                | Jabuka, près de Prijepolje    | M. Letica et Lj. Čabarjapa                                    | 1964      |                                   |       |
| Monument aux soldats tombés au combat et aux victimes du fascisme (Site de Stratište)                 | Jabuka, près de Pančevo       | Nebojša Delja                                                 | 1970-1981 |                                   |       |
| Cimetière mémoriel de l'Armée rouge                                                                   | Jagodina                      | N. Mišović                                                    | 1965      |                                   |       |
| Monument aux victimes du fascisme                                                                     | Jajinci                       | Stevan Bodnarov                                               | 1951      |                                   |       |
| Monument aux soldats tombés au combat                                                                 | Kać                           |                                                               |           |                                   |       |
| Mémorial de Kadinjača                                                                                 | Kadinjača                     | Miodrag Živković (sculpteur) et Aleksandar Đokić (architecte) | 1952-1979 |                                   |       |
| Monument aux soldats tombés au combat                                                                 | Kosmaj                        |                                                               |           |                                   |       |
| Monument de Kosovska Mitrovica                                                                        | Kosovska Mitrovica            | Bogdan Bogdanović                                             | 1973      |                                   |       |
| Parc mémoriel de Šumarice                                                                             | Kragujevac                    | Mihajlo Mitrović et Radivoje Tomić                            | 1953      | 44° 01′ 24″ nord, 20° 54′ 03″ est |       |
| Monument à la Résistance et à la Souffrance                                                           | Kraljevo                      | Lojze Dolinar                                                 |           |                                   |       |
| Parc commémoratif du 14 octobre                                                                       | Kraljevo                      | Spasoje Krunić et Dragutin Kovačević                          | 1970      |                                   |       |
| Slobodište                                                                                            | Kruševac                      | Bogdan Bogdanović et Svetislav Žujović                        | 1965-1978 |                                   |       |
| Monument aux soldats tombés au combat                                                                 | Kuršumlija                    |                                                               |           |                                   |       |
| Monument aux soldats tombés au combat                                                                 | Ledinci                       |                                                               | 1973      |                                   |       |
| Parc commémoratif de la Révolution                                                                    | Leskovac                      | Bogdan Bogdanović                                             | 1971      |                                   |       |
| Monument aux soldats tombés au combat                                                                 | Ljig                          |                                                               |           |                                   |       |
| Monument aux soldats tombés au combat                                                                 | Mojsinje                      |                                                               |           |                                   |       |
| Monument aux soldats tombés au combat et aux victimes du fascisme                                     | Negotin                       |                                                               |           |                                   |       |
| Parc mémoriel de Bubanj                                                                               | Niš                           | Ivan Sabolić                                                  | 1950-1963 | 43° 18′ 21″ nord, 21° 52′ 39″ est |       |
| Monument aux victimes du fascisme (également connu sous le nom de Monument sur le quai ou La Famille) | Novi Sad                      | Jovan Soldatović                                              | 1971      |                                   |       |
| Monuments aux Braves                                                                                  | Ostra                         | Miodrag Živković (sculpteur) et Svetislav Ličina (architecte) | 1969      |                                   |       |
| Parc commémoratif de Popina                                                                           | Štulac près de Vrnjačka Banja | Bogdan Bogdanović                                             | 1978-1980 |                                   |       |
| Parc commémoratif de Čačalica                                                                         | Požarevac                     | Branislav Stojanović et S. Mišić                              | 1962      |                                   |       |
| Ensemble commémoratif de la bataille de Prijepolje                                                    | Prijepolje                    | Lojze Dolinar                                                 | 1953      |                                   |       |
| Monument aux soldats serbes et albanais tombés au combat                                              | Pristina                      |                                                               |           |                                   |       |
| Monument aux soldats tombés au combat                                                                 | Priština                      | Miodrag Živković                                              | 1961      |                                   |       |
| Monument au combat des Partisans                                                                      | Forêt de Bojčin, Progar       |                                                               | 1960      |                                   |       |
| Monument aux soldats tombés au combat                                                                 | Prokuplje                     | Petar Bibić (sculpteur)                                       |           |                                   |       |
| Monument aux victimes du fascisme                                                                     | Rajac                         |                                                               | 1959      |                                   |       |
| Monument aux soldats tombés au combat                                                                 | Rakovac                       |                                                               |           |                                   |       |
| Monument à la Révolution                                                                              | Ruma                          | Cveta Davičo et Miša David (architectes)                      | 1975      |                                   |       |
| Monument aux soldats tombés au combat                                                                 | Selevac                       | S. Jovanović                                                  |           |                                   |       |
| Monument aux soldats tombés au combat                                                                 | Sićevo                        |                                                               |           |                                   |       |
| Ensemble commémoratif du Front de Syrmie                                                              | Adaševci, près de Šid         | Jovan Soldatović (sculpteur)                                  | 1988      |                                   |       |
| Monument aux otages exécutés                                                                          | Skela                         | Boža Obradović                                                | 1951      |                                   |       |
| Monument aux soldats tombés au combat                                                                 | Sremska Kamenica              |                                                               |           |                                   |       |
| Cimetière commémoratif de Sremska Mitrovica                                                           | Sremska Mitrovica             | Bogdan Bogdanović (architecte)                                | 1959-1981 |                                   |       |
| Monument aux soldats tombés au combat et aux victimes du fascisme                                     | Stara Moravica                |                                                               |           |                                   |       |
| Monument aux soldats tombés au combat                                                                 | Stara Pazova                  |                                                               | 1962      |                                   |       |
| Monument aux soldats tombés au combat                                                                 | Šušara                        |                                                               |           |                                   |       |
| Monument à la Liberté (Temerin)Monument à la Liberté                                                  | Temerin                       |                                                               |           |                                   |       |
| Monument aux soldats tombés au combat et aux victimes du fascisme                                     | Tovariševo                    |                                                               |           |                                   |       |
| Monument aux soldats tombés au combat                                                                 | Trstenik                      | D. Nikolić                                                    |           |                                   |       |
| Monument aux soldats tombés au combat                                                                 | Velika Greda                  |                                                               |           |                                   |       |
| Mausolée aux soldats tombés au combat                                                                 | Vlasotince                    | Bogdan Bogdanović                                             | 1975      |                                   |       |
| Ensemble commémoratif de Crna Ćuprija                                                                 | Žabalj                        | Jovan Soldatović (sculpteur)                                  | 1962      |                                   |       |
| Bombaš (Le Lanceur de bombe)                                                                          | Zemun                         | Vanja Radauš (sculpteur)                                      |           |                                   |       |
| Monument aux soldats tombés au combat                                                                 | Zlatibor                      |                                                               |           |                                   |       |
| Monument et tombe commémorative des blessés fusillés au mont Zlatibor                                 | Zlatibor                      | Ana Bešlić et Jovanka Jeftović                                | 1959-1961 |                                   |       |